# 圣旺 (卢瓦-谢尔省)
圣旺（法語：Saint-Ouen，法語發音：[sɛ̃.t‿wɛ̃] ⓘ）是法国卢瓦-谢尔省的一个市镇，位于该省西北部，属于旺多姆区。

## 地理
圣旺（47°48'39"N, 1°5'3"E）面积11.3 平方千米，位于法国中央-卢瓦尔河谷大区卢瓦-谢尔省，该省份为法国中北部省份，北起厄尔-卢瓦省，东北接卢瓦雷省，东南接谢尔省，南至安德尔省，西南接安德尔-卢瓦尔省，西北接萨尔特省。
与圣旺接壤的市镇（或旧市镇、城区）包括：阿雷讷、阿泽、梅莱、拉阿尔、圣菲尔曼代普雷、旺多姆。

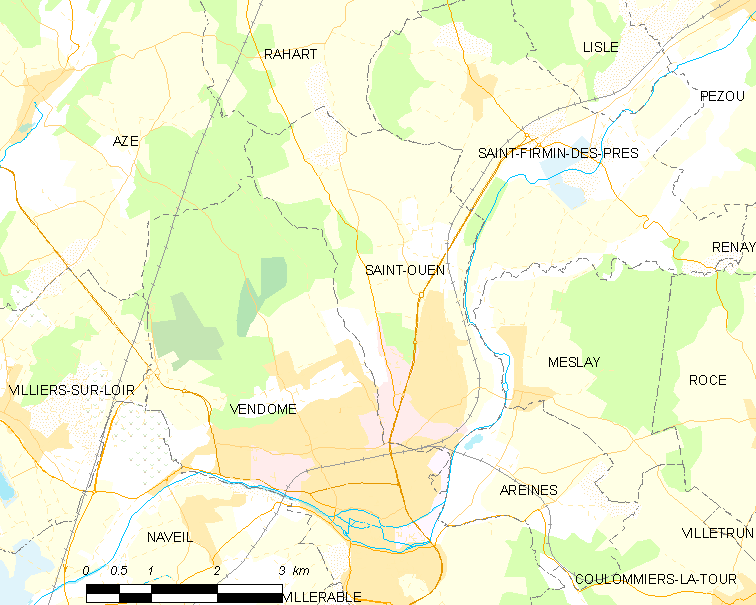
的OSM定位图

圣旺的时区为UTC+01:00、UTC+02:00（夏令时）。

## 行政
圣旺的邮政编码为41100，INSEE市镇编码为41226。

## 政治
圣旺所属的省级选区为旺多姆县。

## 人口

1962-2008年间人口变化图示

圣旺于2022年1月1日时的人口数量为3016人。